# 10547 Yosakoi
A 10547 Yosakoi (ideiglenes jelöléssel 1992 JF) a Naprendszer kisbolygóövében található aszteroida. T. Seki fedezte fel 1992. május 2-án.